# Riksförbundet Svensk Jazz
Riksförbundet Svensk Jazz (före 2011 Svenska jazzriksförbundet) är en ideell organisation med syfte att samla och stärka Sveriges jazzliv. Bland medlemmarna återfinns jazzklubbar, festivaler, jazzmusikers bolag, skivbolag, producenter och intresseorganisationer inom jazzen.
Riksförbundet Svensk Jazz har cirka 170 medlemmar. Anslutna arrangörer - klubbar och festivaler - arrangerar årligen mer än 2 000 konserter tillsammans. Svensk Jazz utser Årets Jazzkommun och Årets jazzklubb, samt  delar ut priser såsom Basisten, Jazzkannan och Lifetime Achievement. Svensk Jazz är medlem i Musikarrangörer i samverkan (MAIS). Förbundets årsmöte benämns "Jazzriksdagen" och äger rum i april/maj varje år. Svensk Jazz kansli är beläget i Stockholm.

## Historik
Förbundet bildades ursprungligen 1948, efter ett upprop i OrkesterJournalen och jazztidskriften Estrad och med inspiration från de franska Hotklubbarna, under namnet Svenska Jazzklubbarnas Riksförbund. Organisationen bytte 1968 namn till Svenska Jazzriksförbundet och ändringen till det nuvarande namnet skedde 2011, varvid den tidigare inriktningen på företrädesvis jazzklubbar vidgades till alla jazzintresserade.
Gunnar Dahlin var den förste ordföranden och efterträddes 1951 och fyra år framåt av Lars Resberg, känd även som jazzskribent och radiomedarbetare. År 1968, i samband med kursändringen, valdes Lars-Erick Forsgren till ordförande. Forsgren efterträddes 1970 av Lars-Göran Thuresson. År 1992 valdes Bengt Säve-Söderbergh till ordförande, och ersattes först 22 år senare (2014) av Magnus Thuvesson. Thuvesson var ordförande 2014–2018, då han ersattes av Gunno Sandahl.